# Peter Lundgren (politiker)

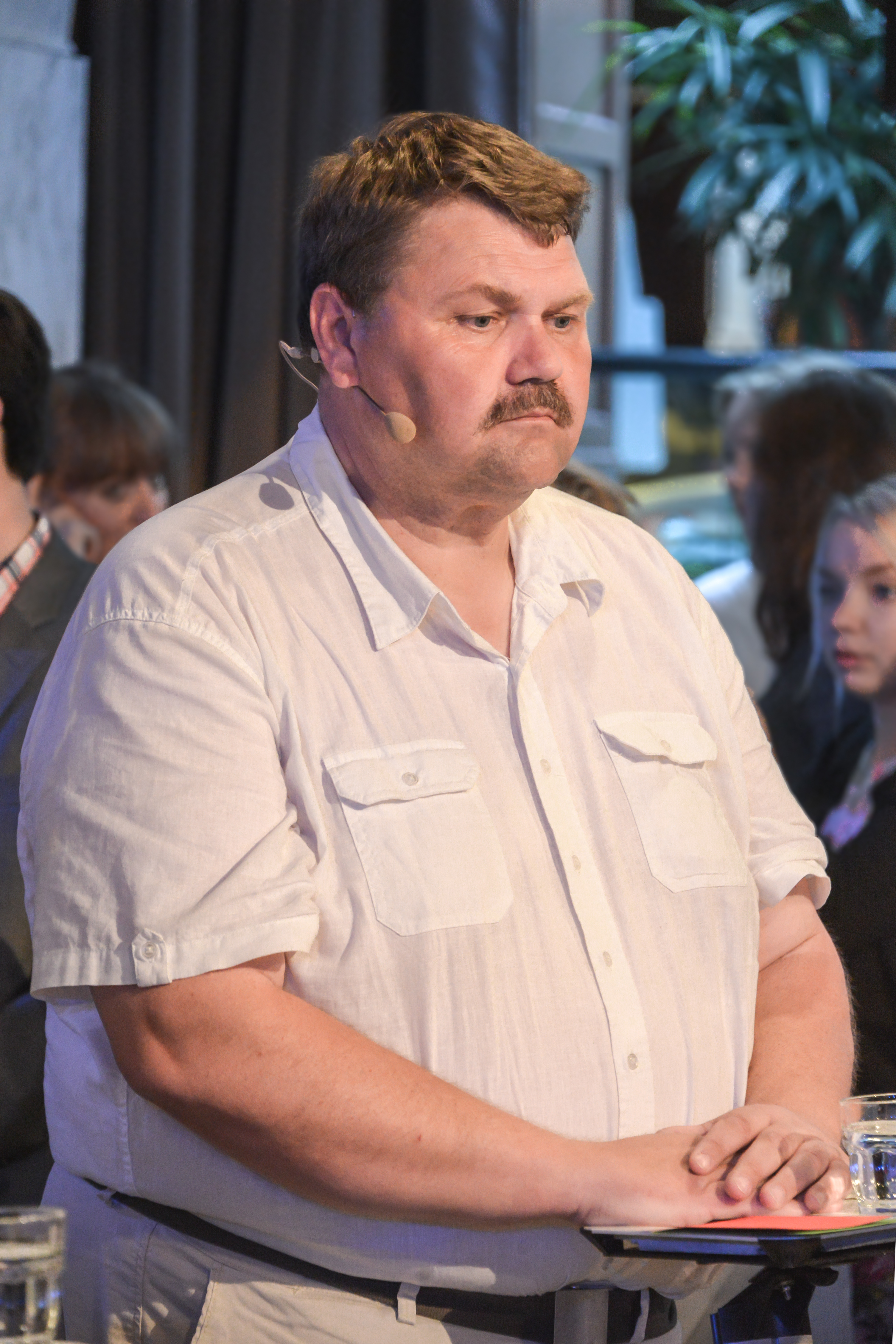
Peter Lundgren under en debatt i EU-valrörelsen 2014

Kent Peter Lundgren, född 2 februari 1963 i Bjuv, Malmöhus län, är en svensk politiker (sverigedemokrat till 2022, därefter partilös). Han var ledamot av Europaparlamentet 2014–2024.

## Biografi
Lundgren är lastbilschaufför till yrket. Han bor i Kulltorp, och har varit aktiv som lokalpolitiker i Gnosjö kommun. Han var 2013–2021 ersättare i Sverigedemokraternas partistyrelse.
I Europaparlamentetsvalet 2014 stod Lundgren som nummer två på Sverigedemokraternas valsedel och blev invald i parlamentet.  I Europaparlamentetsvalet 2019 toppade Lundgren valsedeln och blev återvald. 2014 blev han även invald i Sveriges riksdag, men avsade sig den platsen.
År 2015 blev Lundgren nominerad till bästa EU-parlamentariker inom transportfrågor av tidningen Parliament Magazine. Han vann inte priset men sade att han var nöjd med nomineringen i sig.
Lundgren är ledamot i utskottet för transport och turism samt suppleant i utskottet för sysselsättning och sociala frågor, delegationen till den parlamentariska partnerskapsförsamlingen EU‒Förenade kungariket och delegationen för förbindelserna med Arabiska halvön.
Under ett partievenemang 2018 skall Lundgren ha gjort närmanden mot en kvinnlig partikamrat, något som uppmärksammades stort under EU-valrörelsen 2019. Lundgren anmäldes för sexuellt ofredande och gjorde i sin tur en anmälan mot partikollegan Kristina Winberg för förtal efter att Winberg gått ut i media som vittne till händelsen. Efter att ha frikänts i tingsrätten dömdes Lundgren i hovrätten för sexuellt ofredande. I mars 2022 beslutade Högsta domstolen att inte bevilja prövningstillstånd. 
Lundgren meddelade efter Högsta domstolens beslut att han lämnar Sverigedemokraterna, då domen gör det omöjligt för honom att företräda partiet. Den resterande delen av mandatperioden är han istället partilös. Han är fortfarande en del av Gruppen Europeiska konservativa och reformister (ECR), som är den partigrupp som Sverigedemokraterna ingår i.